# Krakowiec-Górki Zachodnie
Krakowiec-Górki Zachodnie (in tedesco: Krakau-Westlich Neufähr) è una frazione di Danzica, situata nella parte orientale della città.